# Bancak (Semarang)
Bancak is een bestuurslaag in het regentschap Semarang van de provincie Midden-Java, Indonesië. Bancak telt 2930 inwoners (volkstelling 2010).